# SN 1990ai
SN 1990ai – supernowa typu Ib/c odkryta 26 listopada 1990 roku w galaktyce Intergal. W momencie odkrycia miała maksymalną jasność 19,50m.